# Marinus Valentijn
Marinus Valentijn (ur. 21 października 1900 w Sint Willebrord – zm. 3 listopada 1991 tamże) – holenderski kolarz szosowy, brązowy medalista mistrzostw świata.

## Kariera
Największy sukces w karierze Marinus Valentijn osiągnął w 1933 roku, kiedy zdobył brązowy medal w wyścigu ze startu wspólnego podczas mistrzostw świata w Montlhéry. W zawodach tych wyprzedzili go jedynie dwaj Francuzi: Georges Speicher oraz Antonin Magne. Był to jedyny medal wywalczony przez niego na międzynarodowej imprezie tej rangi. Na rozgrywanych rok wcześniej mistrzostwach świata w Rzymie był szósty w tej samej konkurencji. Ponadto wygrał wyścig Haga-Bruksela w latach 1929-1930 i Ronde van West-Brabant w 1932 roku, w 1926 roku był trzeci w Grote Scheldeprijs, a siedem lat później zajął trzecie miejsce w Grand Prix des Nations. W 1935 roku wziął udział w Vuelta a España, kończąc rywalizację na dziesiątej pozycji. W latach 1932 i 1935 zdobywał mistrzostwo Holandii w wyścigu ze startu wspólnego. Nigdy nie wystąpił na igrzyskach olimpijskich. W 1937 roku zakończył karierę.